# Черноморско-азовская проходная сельдь
Черноморско-азовская проходная сельдь, или черноморская сельдь (также керченская сельдь, донская сельдь, тачёк, буркун, русак) (лат. Alosa immaculata) — вид рыб семейства сельдевых отряда сельдеобразных. Обитают в Чёрном и Азовском море между 50° с. ш. и 41° с. ш. и между 27° в.д. и 44° в. д. Встречаются на глубине до 90 м. Максимальная зарегистрированная длина 39 см. Являются объектом коммерческого промысла.

## Ареал и среда обитания

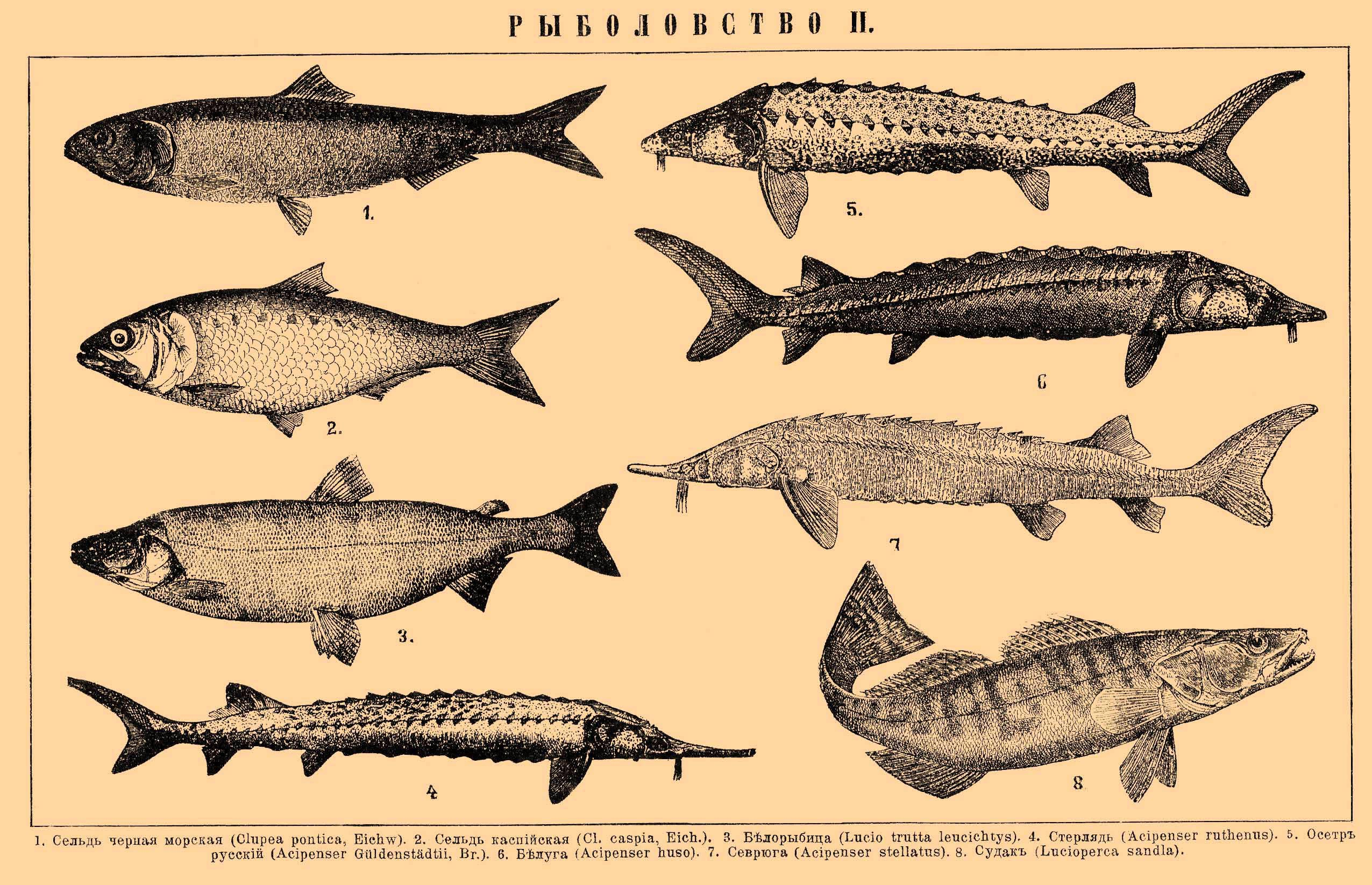
Изображение черноморско-азовской сельди в словаре Брокгауза и Эфрона (под номером 1).

Черноморско-азовские сельди обитают в Чёрном и Азовском морях, заходит в Дон, Днепр, Днестр, Дунай и другие реки.

### Миграции
Миграция крупной формы этих проходных рыб начинается через Керченский пролив в Азовское море в начале марта, когда температура воды составляет 3—5 °С и продолжается до середины мая. Мелкая форма приходит во второй половине марта, пик хода в мае. При температуре 7—8 °С во второй половине апреля  рыба начинает заходить в Дон. Крупная форма заплывает в реку до начала июня, мелкая — с конца апреля до июля, пик хода в конце мая. После нереста рыбы поодиночке скатываются в море. Период скатывания молоди с июля по сентябрь. Мелкая форма покидает Азовское море и уходит в Чёрное море в августе—сентябре, крупная форма — в октябре—начале декабря.
В Дунай ход сельди начинается со второй половины марта при температуре воды 5—6 °С и продолжается вплоть до конца июля. Пик хода наблюдается при температуре воды 9—13 °С, а при температуре 19—22 °С ход заканчивается. Продолжительность миграции в Дунай 140—150 дней.
В Днестр сельдь заходит на нерест в конце апреля, в Днепр в апреле—начале мая. Черноморско-азовская сельдь зимует в Чёрном море в водах Румынии, Болгарии, на Кавказе. Крупная форма держится севернее, хотя иногда обе формы попадаются вместе.

## Описание
Тело прогонистое, сжатое с боков, его высота составляет 19,0—35,5 % длины, имеется сильно выраженный киль. Длина узкой и невысокой головы равна 20,7—26,5 % длины тела. Рот крупный, верхняя челюсть протягивается за вертикаль середины глаза. На обеих челюстях зубы хорошо развиты, и заметны на ощупь. Длина небольших глаз составляет 17,3—25,0 % длины головы. Имеются жировые веки. Длина плавников (в % отношении к длине тела): грудные 12,1—17,1; брюшные 7,3—10,5; основание спинного 10,0—13,9; основание анального плавника 12,6— 17,3; длина верхней лопасти хвостового плавника 12,2—21,0; длина нижней лопасти хвостового плавника 15,7—21,8. В спинном плавнике 12—16 лучей; в анальном 15—26; тычинок на 1-й жаберной дуге 30—81 (в среднем 56,7); число чешуй в брюшном киле 30—36 (в среднем 33,2); позвонков 48—55 (в среднем 50,7); пилорических придатков 20—60 (в среднем 37,0).
Окраска дорсальной поверхности зеленовато-синяя, бока серебристо-белые. За верхним краем жаберной крышки имеется слабовыраженное тёмное пятно; иногда за ним следует ряд из нескольких более светлых пятен. Черноморско-азовская сельдь имеет крупную (до 53 см) и мелкую (до 20 см) формы.

## Биология
Эта проходная стайная рыба нерестится в реках с середины мая до середины августа. В Дону сельди нерест проходит со второй половины мая (при температуре 17—20 °С) до конца июня. Икрометание происходит в русле реки с течением 0,3—0,6 м/с. В Дунае сельдь поднимается вверх по течению и проходит до 500—600 км. В этой реке она нерестится со второй половины апреля до конца июля (пик нереста во второй половине мая). До зарегулирования Днепра сельдь нерестилась выше порогов. Температура воды при нересте 17—26 °С. Самки мечут от 10,4 до 289,5 тыс. икринок. Икра пелагическая, диаметр икринок 2,6—2,9 мм. Личинки длиной около 30 мм выклёвываются из икринок через 25—72 ч; при температуре 19,4—19,6 °С развитие длится 43—72 ч, при 20,6—21,9 °С — 34—40 ч. В конце сентября в Донском районе длина мальков достигает 9—10 см.
Наибольшая зарегистрированная длина 52,5 см и масса 1 кг. В уловах преобладают рыбы длиной 25—32 см. Крупная форма сельди созревает в 3—5 лет, мелкая — в 2—3 года. Рацион черноморско-азовской проходной сельди состоит из мелкой рыбы (хамсы, шпротов, тюльки, бычков) и ракообразных.
| Размер, см | Возраст, годы | Возраст, годы | Возраст, годы | Возраст, годы | Возраст, годы |
| Размер, см | 2             | 3             | 4             | 5             | 6             |
| ---------- | ------------- | ------------- | ------------- | ------------- | ------------- |
| Крупная    | 18,4          | 20,4          | 22,3          | 24,8          | 26,0          |
| Мелкая     | 15,9          | 17,3          | 18,8          | 20,5          | -             |

## Взаимодействие с человеком
Ценная промысловая рыба. Обладает высокими вкусовыми качествами. Её заготавливают в солёном виде, а также в копчёном и маринованном виде. В 1936— 1938 гг. было выловлено от 5,2 до 7,7 тыс. тонн этой рыбы. Основной промысел вёлся в Дону (2,5—3,0 тыс. тонн) и Керченском проливе (1,4— 2,3 тыс. тонн). Численность популяции из-за зарегулирования рек, загрязнения окружающей среды и прочих антропогенных факторов. В начале 80-х годов пик совокупного вылова этой рыбы в СССР/России, Румынии и Болгарии приближался к 3 тыс. тонн (1982 г.), затем произошло заметное снижение (тыс. т): 1984 г. — 1,9; 1988 г. — 0,5; 1989 г. — 0,9; 1990 г. — 0,2; 1992 г. — 1,3; 1994 г. — 1,1; 1996 г. — 0,93; 1997 г. — 0,98; 1998 г. — 0,83; 1999 г. — 0,12; 2000 г. — 0,23.
Вылов СССР/России также снижался: 1982 г. — 1,2 тыс. т; 1984 г. — 0,5 тыс. т; 1986 г. — 72 т; 1988 г. — 100 т; 1990 г. — 51 т; 1992 г. — 17 т; 1994 г. — 3 т; 1996 г. — 9 т; 1997 г. — 2 т; 1998 г. — 1 т. Черноморско-азовскую сельдь промышляют весной и осенью во время хода. Промысел ведётся сетями и ставными неводами. Международный союз охраны природы присвоил виду охранный статус «Уязвимый».